# Clara Haskil
Clara Haskil (n. 7 ianuarie 1895, București, România – d. 7 decembrie 1960, région métropolitaine de Bruxelles, Valonia, Belgia) a fost o pianistă evreică română, renumită pentru interpretarea repertoriului clasic și romantic și apreciată pentru concertele și înregistrările ei cu piese de Mozart. Mulți o consideră cea mai bună interpretă a lui Mozart din epocă, dar și pentru interpretările din Beethoven, Schumann și Scarlatti. Unul din cele mai mari concursuri de pian din lume, Concursul International de Pian Clara Haskil, din Vevey, Elveția  poartă numele ei.
Născută în România într-o familie de evrei (de rit spaniol) români, este nevoită, în situația regimului fascist românesc, să se refugieze în 1940 în Franța de unde, din cauza persecuțiilor rasiale, în 1942 se refugiază în Elveția, la Vevey, unde a fost naturalizată elvețiancă. Din cauza legilor discriminatorii ale României acelor vremuri, Clara Haskil - cu toate că era născută în România - nu a avut dreptul, ca și alți nenumărați evrei, la cetățenia română.

## Cariera
Primele noțiuni de pian le primește de la mama ei. Avea talent nativ, învățând ușor după ureche. La vârsta de 5 ani cântă în fața Reginei Elisabeta a României.
La vârsta de 7 ani pleacă la Viena, unde ia lecții de pian cu Richard Robert. Face progrese rapide și în 1905 - la vârsta de 10 ani - dă primul ei recital public cu lucrări diferite din creația marilor compozitori, pe care le execută fără partitură. În același an se înscrie la Conservatorul din Paris, unde devine eleva renumitului pianist Alfred Cortot. Câștigă mai multe concursuri de interpretare dar, din nefericire, este silită să-și întrerupă activitatea pentru mai mulți ani, fiind imobilizată în ghips din cauza unei boli a coloanei vertebrale. Abia în 1921 este în măsură să reapară în public ca solistă în recitaluri de pian sau concerte orchestrale, ori însoțind muzicieni prestigioși ca George Enescu, Pablo Casals, Eugène Ysaye, Dinu Lipatti. Intervine o nouă întrerupere de activitate datorită unei tumori a nervului optic, care a trebuit să fie operată. Refugiată în 1940 de teama nazismului, după numeroase peregrinări datorate persecuțiilor rasiale, în 1942 reușește să părăsească și Franța și să se stabilească în Elveția, la Vevey.
Adevărata consacrare cu succese răsunătoare o cunoaște după Al Doilea Război Mondial, când Clara Haskil apare interpretând concerte de pian cu cele mai renumite orchestre, sub bagheta unor dirijori vestiți ca Leopold Stokowski sau Thomas Beecham, Sergiu Celibidache sau în duo cu celebri instrumentiști. Datorită interpretării excepționale a muzicii lui Wolfgang Amadeus Mozart este solicitată în repetate rânduri să participe la Festivalurile Muzicale din Salzburg, unde la 27 ianuarie 1956, cu prilejul aniversării a 200 de ani de la nașterea marelui compozitor, interpretează cu mult succes Concertul pentru pian și orchestră Nr. 20 în Re minor.

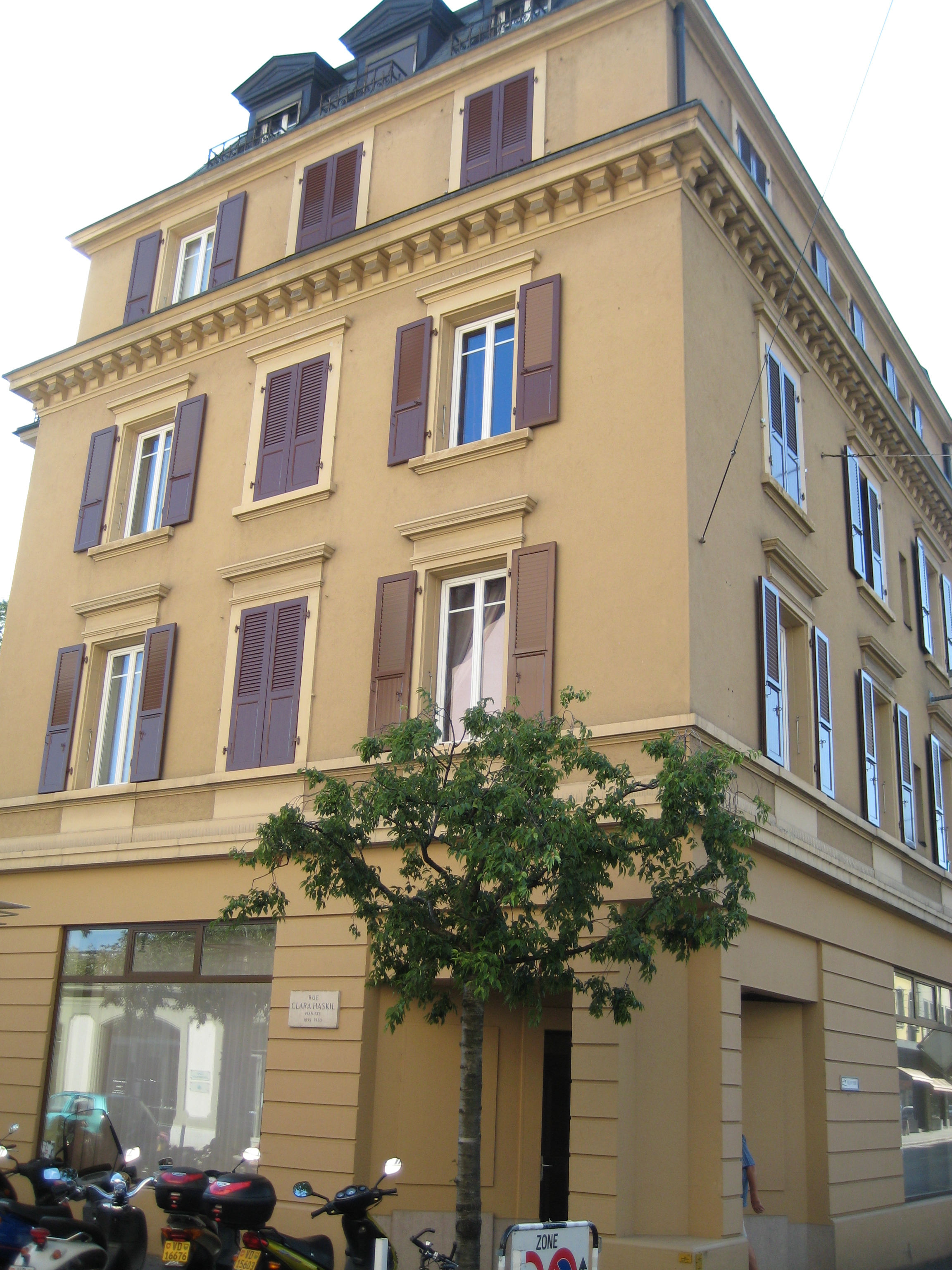
Casa Clarei Haskil la Vevey

Contemporanii au admirat la modul superlativ arta și calitatea umană a Clarei Haskil. Când Clara se așeza la pian, "muzica se materializa venind parcă de nicăieri. Brațul ei părea să alunece peste claviatură fără atingere, ca o piatra care sare pe suprafața apei. Nimic nu parea să inceapă sau sfîrșească, totul devenea atemporal" - Dinu Lipatti, bunul ei prieten, a descris modul ei de a cânta la pian ca "însumarea perfecțiunii pe pământ", Wilhelm Backhaus a numit arta ei "cel mai frumos lucru de pe pământ", iar Tatyana Nikolayeva a izbucnit în lacrimi când a ascultat-o prima oară. Rudolf Serkin a supranumit-o "Clara cea perfectă". Charlie Chaplin a considerat-o un geniu: "în viața mea am întâlnit trei genii: pe Clara Haskil, pe Einstein și pe Winston Churchill".
La 6 decembrie 1960, însoțită de sora ei Lili, sosită cu trenul la Bruxelles pentru un turneu de concerte, împreună cu violonistul belgian Arthur Grumiaux, se împiedică și cade pe peronul de beton al gării, suferind un grav traumatism cranian. În primele ore ale dimineții de 7 decembrie se stinge din viață, cu o lună înainte de a împlini 66 de ani. A fost înmormântată în mormântul familiei Haskil din Cimitirul Montparnasse din Paris.

## Onoruri

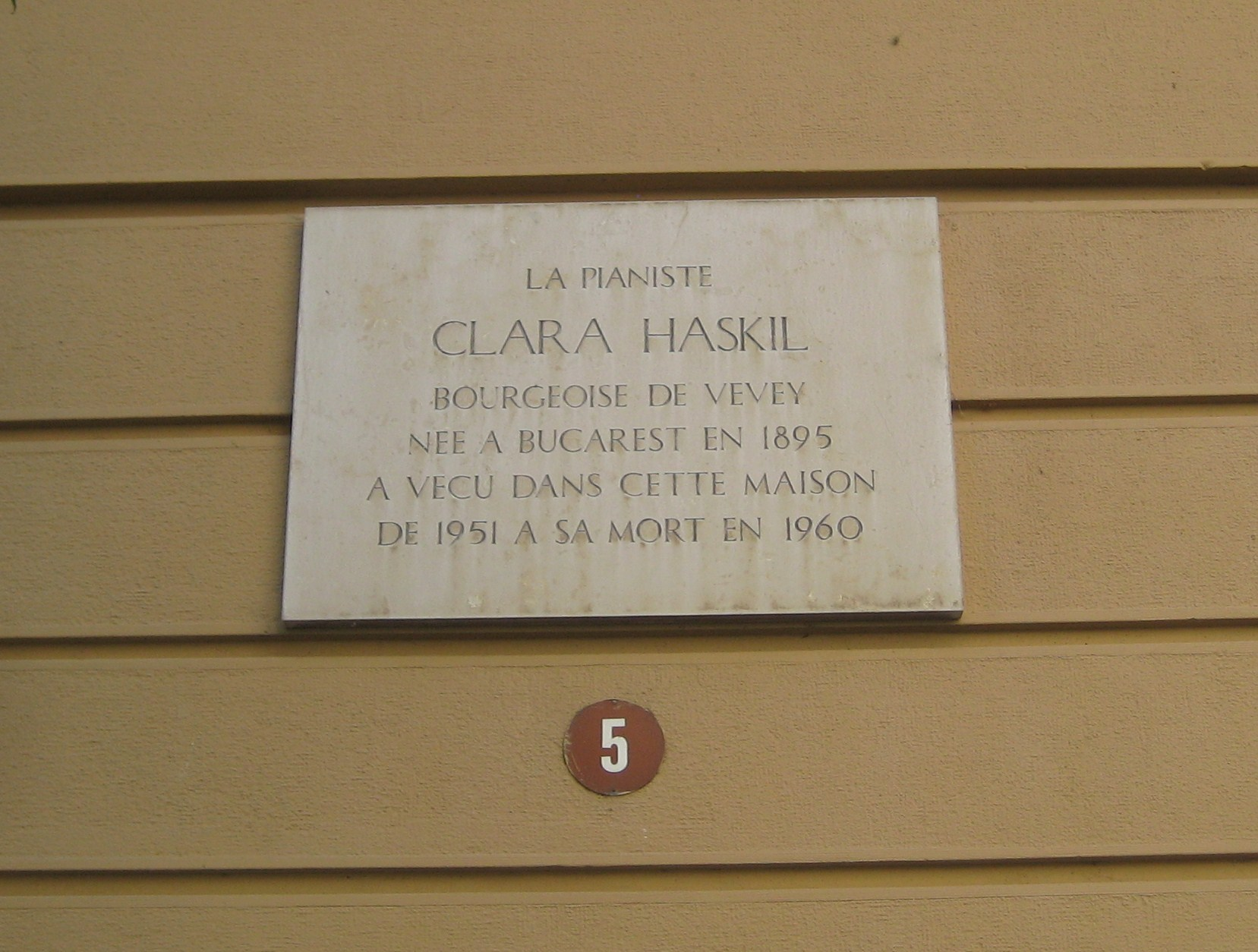
Placă commemorativă la Vevey

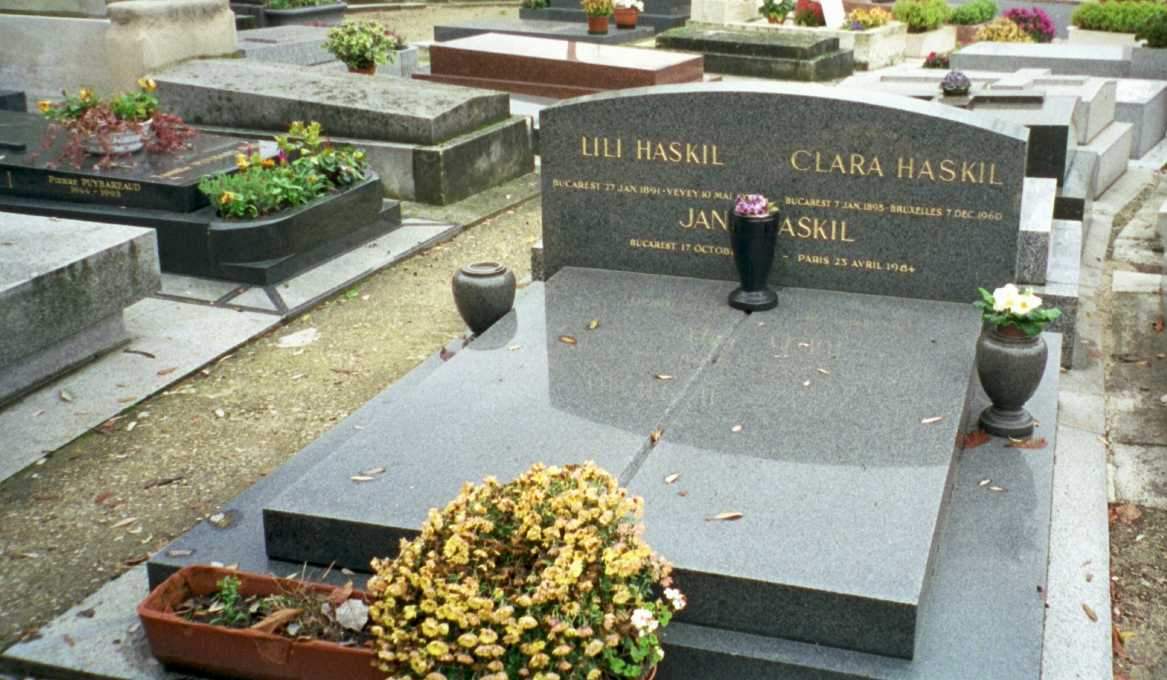
Mormântul familiei Haskil, Cimitirul Montparnasse din Paris

La Vevey - Elveția, orașul pe care l-a adoptat și care a adoptat-o și onorat-o și unde are loc „Concursul Internațional de Pian Clara Haskil”, o stradă îi poartă numele.

### Concursul Internațional de Pian Clara Haskil
Concursul Internațional de Pian Clara Haskil (în franceză : Le Concours International de Piano Clara Haskil) a fost fondat în anul 1963 în onoarea pianistei, la trei ani după deces, și are loc în anii fără soț la Vevey. Concursul, rezervat tinerilor pianiști și pianiste din lume a devenit un renumit și prestigios factor de consacrare. 
Concursul are loc cu sprijinul societății de radio elvețiene, „La Radio Suisse Romande-Espace 2”,  fundației Nestlé pentru artă, etc. Concertul final este retransmis la radio și TV elvețiene în cadrul prestigosului „Festival International de Muzică și Artă Lirică Montreux-Vevey”.
În anul 1995 Marele Premiu a fost câștigat de pianista română Mihaela Ursuleasa.
La concursul din anul 2007, căștigat de pianista japoneză Hisako Kawamura, pe locul al II-lea s-a situat românca Alina Elena Bercu.
Manase Radnev și Ana Simon au scris piesa de teatru Clara si Dinu, o dramatizare  a corespondenței dintre Clara Haskil si Dinu Lipatti.